# Tomešnjak
Tomešnjak (Temešnjak, Gaćinov Školj) je nenaseljeni otočić jugoistočno od Iža.
Njegova površina iznosi 0,082 km². Dužina obalne crte iznosi 1,2 km.